# European Bowl de corfbol 2007
L'European Bowl de corfbol 2007 és el Campionat d'Europa "B" de corfbol disputat per les seleccions que no es van classificar per al Campionat del món de corfbol 2007. Amb motiu del major nombre de seleccions participants, en aquesta edició el campionat es va organitzar en dues divisions geogràfiques, Est i Oest.
La final es va disputar durant el Campionat del Món entre els guanyadors de cadascuna de les dues divisions, proclamant-se campions Eslovàquia davant del País de Gal·les.

## Divisió oest
La divisió oest es va jugar a Luxemburg, els dies 12 i 13 de maig, amb la participació de 6 seleccions nacionals.
Va ser la primera competició oficial per algunes de les seleccions: Irlanda, Escòcia i Gal·les, i el debut internacional per a Suècia. Luxemburg i França van completar la competició.
| Escòcia   | 7–10  | França    |
| Luxemburg | 4–6   | Irlanda   |
| Suècia    | 4–11  | Gal·les   |
| Escòcia   | 3–8   | Irlanda   |
| Luxemburg | 10*–7 | Suècia    |
| Gal·les   | 10–7  | França    |
| Irlanda   | 11–4  | Suècia    |
| Escòcia   | 5–9   | Gal·les   |
| Luxemburg | 5–8   | França    |
| Escòcia   | 9–5   | Suècia    |
| Luxemburg | 4–8   | Gal·les   |
| França    | 12–8  | Irlanda   |
| Escòcia   | 13–6  | Luxemburg |
| França    | 9–4   | Suècia    |
| Irlanda   | 8–11  | Gal·les   |

| * penals |

|           | Pts | J  | G | P  | PF | PC |
| --------- | --- | -- | - | -- | -- | -- |
| Gal·les   | 15  | 5  | 0 | 0  | 49 | 28 |
| França    | 12  | 4  | 0 | 1  | 46 | 34 |
| Irlanda   | 9   | 3  | 0 | 2  | 41 | 34 |
| Escòcia   | 6   | 2  | 0 | 3  | 37 | 38 |
| Luxemburg | 2   | 1* | 0 | 4  | 29 | 42 |
| Suècia    | 1   | 0  | 0 | 5* | 24 | 50 |

| Gal·les                       |
| Campions oest País de Gal·les |

## Divisió est
La divisió est es va jugar a Sèrbia, els dies 16 1 17 de juny, amb la participació de 5 seleccions nacionals. Eslovàquia es va proclamar campió.
| Romania  | 5–6  | Sèrbia     |
| Grècia   | 15–4 | Bulgària   |
| Romania  | 4–19 | Eslovàquia |
| Sèrbia   | 23–5 | Bulgària   |
| Grècia   | 3–20 | Eslovàquia |
| Bulgària | 3–10 | Romania    |
| Sèrbia   | 5–17 | Eslovàquia |
| Grècia   | 6*–5 | Romania    |
| Bulgària | 2–31 | Eslovàquia |
| Sèrbia   | 17–8 | Grècia     |

| * gol d'or |

| East division | Pts | P  | W | L | PF | PA |
| ------------- | --- | -- | - | - | -- | -- |
| Eslovàquia    | 12  | 4  | 0 | 0 | 87 | 14 |
| Sèrbia        | 9   | 3  | 0 | 1 | 51 | 35 |
| Grècia        | 5   | 2* | 0 | 2 | 32 | 46 |
| Romania       | 4   | 1  | 0 | 3 | 24 | 34 |
| Bulgària      | 0   | 0  | 0 | 4 | 14 | 79 |

| Eslovàquia                |
| Campions - est Eslovàquia |

## Final de l'European Bowl 2007
La final es va disputar durant el Campionat del Món 2007, a Brno (República Txeca).
| 9 de novembre de 2007 13:30 |         |         |      |
| Eslovàquia                  | 14-6    | Gal·les | Brno |
|                             | Detalls |         | Brno |

| Eslovàquia               |
| Campions 2007 ESLOVÀQUIA |